# Giải bóng đá hạng ba quốc gia Cộng hòa Síp 2006–07
Giải bóng đá hạng ba quốc gia Cộng hòa Síp 2006–07 là mùa giải thứ 36 của giải bóng đá hạng ba Cộng hòa Síp. Ermis Aradippou giành danh hiệu thứ 3.

## Thể thức thi đấu
Có 14 đội bóng tham gia Giải bóng đá hạng ba quốc gia Cộng hòa Síp 2006–07. Tất cả các đội thi đấu với nhau hai lần, một ở sân nhà và một ở sân khách. Đội bóng nhiều điểm nhất vào cuối mùa giải sẽ là đội vô địch. Ba đội đầu bảng sẽ lên chơi ở Giải bóng đá hạng nhì quốc gia Cộng hòa Síp 2007–08 và ba đội cuối bảng xuống chơi tại Giải bóng đá hạng tư quốc gia Cộng hòa Síp 2007–08.

### Hệ thống điểm
Các đội bóng nhận được 3 điểm cho một trận thắng, 1 điểm cho một trận hòa và 0 điểm cho một trận thua.

## Thay đổi so với mùa giải trước
Các đội bóng thăng hạng Giải bóng đá hạng nhì quốc gia Cộng hòa Síp 2006–07
- AEM Mesogis
- ASIL Lysi
- Akritas Chlorakas

Các đội bóng xuống hạng từ Giải bóng đá hạng nhì quốc gia Cộng hòa Síp 2005–06
- Elpida Xylofagou
- Ethnikos Assia
- SEK Agiou Athanasiou

Các đội bóng thăng hạng từ Giải bóng đá hạng tư quốc gia Cộng hòa Síp 2005–06
- Anagennisi Germasogeias
- OlymVị thứ Xylofagou
- FC Episkopi

Các đội bóng xuống hạng Giải bóng đá hạng tư quốc gia Cộng hòa Síp 2006–07
- Achyronas Liopetriou
- Enosis Kokkinotrimithia
- AEK Kythreas

## Bảng xếp hạng
| Vị thứ | Đội bóng                | St. | T. | H. | B. | BT. | BB. | HS. | Đ  | Ghi chú                                                                 | Thành tích đối đầu |
| ------ | ----------------------- | --- | -- | -- | -- | --- | --- | --- | -- | ----------------------------------------------------------------------- | ------------------ |
| 1      | Ermis Aradippou         | 26  | 14 | 9  | 3  | 54  | 25  | 29  | 51 | Vô địch-Thăng hạng Giải bóng đá hạng nhì quốc gia Cộng hòa Síp 2007–08. |                    |
| 2      | Atromitos Yeroskipou    | 26  | 13 | 6  | 7  | 51  | 38  | 13  | 45 | Thăng hạng Giải bóng đá hạng nhì quốc gia Cộng hòa Síp 2007–08.         |                    |
| 3      | OlymVị thứ Xylofagou    | 26  | 11 | 11 | 4  | 61  | 28  | 33  | 44 | Thăng hạng Giải bóng đá hạng nhì quốc gia Cộng hòa Síp 2007–08.         |                    |
| 4      | Anagennisi Germasogeias | 26  | 11 | 7  | 8  | 34  | 33  | 1   | 40 |                                                                         |                    |
| 5      | AEZ Zakakiou            | 26  | 10 | 8  | 8  | 40  | 36  | 4   | 38 | AEZ 7p ENAD 5p Adonis 4p                                                |                    |
| 6      | ENAD Polis Chrysochous  | 26  | 9  | 11 | 6  | 39  | 32  | 7   | 38 | AEZ 7p ENAD 5p Adonis 4p                                                |                    |
| 7      | Adonis Idaliou          | 26  | 9  | 11 | 6  | 35  | 25  | 10  | 38 | AEZ 7p ENAD 5p Adonis 4p                                                |                    |
| 8      | Ethnikos Assia          | 26  | 10 | 7  | 9  | 42  | 37  | 5   | 37 | Ethnikos 12p PAEEK 6p Elpida 0p                                         |                    |
| 9      | PAEEK FC                | 26  | 11 | 4  | 11 | 38  | 35  | 3   | 37 | Ethnikos 12p PAEEK 6p Elpida 0p                                         |                    |
| 10     | Elpida Xylofagou        | 26  | 10 | 7  | 9  | 32  | 31  | 1   | 37 | Ethnikos 12p PAEEK 6p Elpida 0p                                         |                    |
| 11     | Frenaros FC             | 26  | 10 | 6  | 10 | 44  | 38  | 6   | 36 |                                                                         |                    |
| 12     | Digenis Oroklinis       | 26  | 9  | 6  | 11 | 29  | 38  | -9  | 33 | Xuống hạng Giải bóng đá hạng tư quốc gia Cộng hòa Síp 2007–08.          |                    |
| 13     | FC Episkopi             | 26  | 3  | 6  | 17 | 25  | 59  | -34 | 15 | Xuống hạng Giải bóng đá hạng tư quốc gia Cộng hòa Síp 2007–08.          |                    |
| 14     | SEK Agiou Athanasiou    | 26  | 1  | 3  | 22 | 24  | 93  | -69 | 6  | Xuống hạng Giải bóng đá hạng tư quốc gia Cộng hòa Síp 2007–08.          |                    |

Hệ thống điểm: Thắng=3 điểm, Hòa=1 điểm, Thua=0 điểm
Luật xếp hạng: 1) điểm; 2) điểm thành tích đối đầu; 3) hiệu số thành tích đối đầu; 4) số bàn thắng sân khách đối đầu; 5) hiệu số; 6) số bàn thắng

## Kết quả
| ↓Home / Away→ | DNA | AEZ | ANG | ATR | DGN | ETN | ELP | END | EPS | ERM | OLM | PKK | SEK  | FRN |
| ------------- | --- | --- | --- | --- | --- | --- | --- | --- | --- | --- | --- | --- | ---- | --- |
| Adonis        |     | 1-0 | 0-0 | 2-3 | 0-0 | 2-0 | 1-1 | 2-2 | 1-0 | 1-1 | 1-1 | 3-0 | 6-1  | 1-0 |
| AEZ           | 1-0 |     | 3-1 | 1-2 | 2-1 | 2-1 | 0-0 | 2-2 | 1-1 | 1-2 | 3-1 | 3-2 | 2-2  | 1-0 |
| Anagennisi    | 1-1 | 2-0 |     | 4-2 | 2-1 | 2-0 | 2-0 | 2-0 | 1-1 | 2-2 | 1-1 | 2-1 | 3-1  | 1-0 |
| Atromitos     | 2-0 | 1-0 | 1-0 |     | 7-1 | 0-0 | 1-0 | 3-2 | 5-3 | 1-0 | 2-3 | 2-0 | 2-2  | 2-3 |
| Digenis       | 1-1 | 2-4 | 3-0 | 0-0 |     | 1-0 | 3-1 | 4-3 | 3-0 | 0-3 | 1-1 | 1-0 | 2-1  | 1-0 |
| Ethnikos      | 1-1 | 3-2 | 2-1 | 0-0 | 4-0 |     | 2-1 | 6-0 | 2-1 | 1-1 | 0-2 | 0-2 | 3-1  | 3-3 |
| Elpida        | 1-1 | 2-0 | 1-0 | 3-1 | 2-0 | 1-4 |     | 1-0 | 0-2 | 2-2 | 1-0 | 0-1 | 2-0  | 1-0 |
| ENAD          | 1-0 | 2-3 | 2-0 | 0-0 | 1-0 | 5-0 | 1-1 |     | 3-2 | 4-0 | 0-0 | 2-0 | 2-0  | 2-2 |
| FC Episkopi   | 0-2 | 0-0 | 1-2 | 1-4 | 2-2 | 3-3 | 1-1 | 0-1 |     | 0-6 | 1-3 | 1-2 | 1-2  | 2-1 |
| Ermis         | 0-0 | 3-2 | 6-1 | 0-0 | 1-0 | 0-0 | 4-3 | 1-1 | 4-0 |     | 1-1 | 1-2 | 3-0  | 3-0 |
| OlymVị thứ    | 4-2 | 0-0 | 0-0 | 2-1 | 0-0 | 2-1 | 1-1 | 0-0 | 4-1 | 1-2 |     | 2-1 | 24-3 | 2-2 |
| PAEEK FC      | 0-1 | 2-2 | 1-1 | 4-1 | 1-0 | 0-3 | 2-0 | 2-2 | 2-0 | 1-3 | 2-1 |     | 4-0  | 1-1 |
| SEK           | 0-3 | 1-3 | 1-3 | 3-6 | 1-2 | 2-3 | 1-2 | 0-0 | 0-1 | 0-3 | 0-3 | 0-4 |      | 2-3 |
| Frenaros FC   | 4-2 | 2-2 | 2-0 | 4-2 | 1-0 | 2-0 | 1-4 | 1-1 | 4-0 | 1-2 | 1-2 | 3-1 | 3-0  |     |